# Aérodrome de L'Aigle - Saint-Michel
L’aérodrome de L’Aigle - Saint-Michel (code OACI : LFOL) est un aérodrome ouvert à la circulation aérienne publique (CAP), situé sur la commune de Saint-Sulpice-sur-Risle à 2 km à l’est-sud-est de L'Aigle dans l’Orne (région Basse-Normandie, France).
Il est utilisé pour la pratique d’activités de loisirs et de tourisme (aviation légère et hélicoptère).

## Installations
L’aérodrome dispose d’une piste bitumée orientée est-ouest (07/25), longue de 763 mètres et large de 20.
L’aérodrome n’est pas contrôlé. Les communications s’effectuent en auto-information sur la fréquence de 126,850 MHz.
L’avitaillement en carburant (100LL) est possible.

## Activités

### Loisirs et tourisme
- Amicale des pilotes de L’Aigle Saint-Michel (APAM)
- ULM Aiglon

### Sociétés implantées
- Aéro l’Aigle Maintenance (ALM)